# عملية رمات راحيل
عملية رمات راحيل هو إطلاق نار جماعي نفذه جنود الفيلق العربي في 23 سبتمبر 1956، الذين فتحوا النار عبر الحدود بين إسرائيل والأردن على مجموعة من علماء الآثار الإسرائيليين العاملين داخل الأراضي الإسرائيلية بالقرب من كيبوتس رمات راحيل. وقتل أربعة علماء آثار يهود في الحدث وأصيب 16 آخرون.

## العملية
في يوم الأحد، 23 سبتمبر 1956، جرت جولة لمجموعة من علماء الآثار الإسرائيليين في الحفريات الأثرية بالقرب من كيبوتس رامات راحيل. وخلال الجولة، فتحت نيران الرشاشات على علماء الآثار من المواقع الأردنية في دير مار إلياس بالقرب من طريق القدس – بيت لحم. وأسفر إطلاق النار عن مقتل أربعة أشخاص بينهم عالم الآثار جاكوب بينكرفيلد وإصابة 16 آخرين. توفي شخص آخر أصيب بجروح خطيرة في إطلاق النار متأثرا بجراحه بعد خمس سنوات.

## ردود الفعل
- الأردن: وقد عبر الأردن عن أسفه للحادث وألقى باللوم على جندي واحد «أخذه الجنون فجأة».[1]
- إسرائيل: ووصف المتحدث باسم وزارة الخارجية الإسرائيلية رواية الأردن بأنها لا أساس لها من الصحة على الإطلاق، نقلاً عن شهود في الحدث ذكروا أن رشاشين وثلاث بنادق شوهدت بوضوح وهي تطلق النار من موقعين للجيش الأردني عبر الحدود على علماء الآثار في رمات راحيل.[1]

## فيما بعد
وردا على هجوم رامات راحيل بالرصاص، نفذت قوات الدفاع الإسرائيلية عملية لولاف في 25 سبتمبر 1956؛ ووقع الهجوم المضاد في قرية حوسان العربية بالقرب من بيت لحم.

## وصلات خارجية
- Gunfire Kills Three Israelis نسخة محفوظة 24 يناير 2013 at Archive.is - Published in Milwaukee Journal on 23 September 1956 (dead link as of August 2016)